# Wien Holding-Arena
Die Wien Holding-Arena (kurz: WH Arena) ist eine geplante Mehrzweckhalle in der österreichischen Bundeshauptstadt Wien. Die Bezeichnung Wien Holding-Arena ist der Arbeitstitel für die zukünftige Eventhalle. Der Bau soll im 3. Gemeindebezirk Landstraße in Neu Marx, der Kernzone des Stadtteils Sankt Marx, entstehen.

## Geschichte
Die Stadt Wien befand, dass die Wiener Stadthalle (Baujahr 1958), trotz Modernisierungen und Anpassungen, nicht mehr dem höchsten Stand der Technik entspreche. Für große Konzerte bekannter Künstler und Bands mit großem Bühnenaufbau fehle es an Platz und der ausreichenden Zuschauerkapazität. So begannen die Überlegungen für einen Neubau. Mit der neuen Arena möchte man zu den größten und meistgebuchteten Arenen, wie der Lanxess Arena in Köln oder der Londoner O2 Arena, aufschließen.
Am 30. Jänner 2019 gaben der Bürgermeister Michael Ludwig, Finanz- und Wirtschaftsstadtrat Peter Hanke sowie der Chef der Wien Holding, Kurt Gollowitzer, bekannt, dass die neue Großveranstaltungshalle im Stadtteil Neu Marx auf dem ehemaligen Schlachthofgelände errichtet werden soll. In einer von November bis Dezember 2018 ausgearbeiteten Standortanalyse der UIV Urban Innovation Vienna GmbH setzte sich Neu Marx mit 268 von 300 Punkten deutlich gegen neun andere mögliche Standorte durch. Auf den dahinterliegenden Plätzen kamen das Gelände am Dusika-Hallenstadion (204 Punkte) und das Donaufeld (128 Punkte). Die weiteren Standorte waren Austria Center Vienna, Messe Wien, Donaukanalplatte, Hauptbahnhof, Seestadt Aspern, Oberlaa und Rothneusiedl. Das 45.000 m² große Gelände ist bereits im Besitz der Stadt und zudem erschlossen. Für die Umsetzung der neuen Eventhalle hat die Wien Holding die WH Arena Projektentwicklung GmbH gegründet. In unmittelbarer Nachbarschaft zum Standort befindet sich schon der Veranstaltungkomplex Marx Halle.
Die Mehrzweckveranstaltungsarena soll rund 20.000 Sitzplätze bieten. Im Jänner 2020 wurde der Architekturwettbewerb gestartet. Danach folgen die Einreichplanung und die Behördenverfahren. Die neue Halle soll die Stadthalle als größte Veranstaltungshalle Wiens ablösen. Für sie soll ein Nachnutzungskonzept für den Breitensport und die Kultur erarbeitet werden.
Mitte Dezember 2020 wurde der Siegerentwurf der Wiener Teilnehmergemeinschaft der Architekten Christian Kronaus, Peter Mitterer und Reinhardt Gallister bei der EU-weiten Ausschreibung von einer 11-köpfigen Expertenjury aus 48 Bewerbern ausgewählt.
Ende November 2021 wurde die Ausschreibung für einen strategischen Partner gestartet. Die Optimierung- und Konsolidierungsphase des Projekts ist abgeschlossen. Damit liegt die Basis für eine Partnerschaft zur Projektumsetzung vor. Die Zusammenarbeit mit einem Partner wurde nach dem Bekanntwerden einer Meldung, bei der der Stadtrechnungshof der Stadt eine Verdreifachung der Kosten auf 750 Mio. Euro angab, notwendig. Geplant war ein zweistufiges Verhandlungsverfahren mit vorheriger unionsweiter und nationaler Bekanntmachung sowie eine mehrstufige Informations- und Verhandlungsphase mit den Bietern. Im Jänner 2023 wurde bekannt, dass es zu erheblichen Verzögerungen kommt und mit einer Fertigstellung nicht vor 2029 gerechnet wird.
Im Juli 2023 beauftragte die Wien Holding nach einem 18-monatigen Verfahren das Veranstaltungsortentwicklungs-, Beratungs- und Investmentunternehmen OVG Bristol, ein Konzernunternehmen der Oak View Group aus den Vereinigten Staaten mit Sitz in London (Vereinigtes Königreich), den Bau und Betrieb zu leiten. Die Oak View Group war in den letzten zwei Jahren u. a. an der Entwicklung der Climate Pledge Arena in Seattle, der UBS Arena in Elmont, der Acrisure Arena in Palm Desert sowie dem Co-op Live in Manchester beteiligt. Es wurde für die neue Halle in Wien ein strategischer Partner gesucht, der in der Lage ist, die Planung, den Bau, die Finanzierung und den Betrieb der Arena zu übernehmen. Die Gesamtkosten für den Bau bezifferte die OVG mit 384 Mio. Euro.
Am 18. Oktober 2023 gab das Verwaltungsgericht Wien dem Einspruch des Mitbewerbers CTS Eventim statt und erklärte die Zuschlagsentscheidung an die OVG Bristol Limited aus formalen Gründen für nichtig. Die Wien Holding gab bekannt, dass sie keine Revision einlegen würde, sondern das Projekt neu ausschreiben würde, was in Folge zu weiteren Verzögerungen führte. Ob die geplante Fertigstellung bis 2030 eingehalten werden kann, ist unklar. Das Angebot der OVG Bristol lag deutlich unter dem der CTS Eventim. Dies geht aus einer Tischvorlage einer Aufsichtsratssitzung der Wien Holding hervor. Beim Preis pro Quadratmeter liegen die Angebote der beiden Bieter mit 4500 Euro etwa auf gleicher Höhe, doch bei der Fläche gibt es große Abweichungen. Die Gesamtfläche beim Angebot von OVG liegt bei 6.000 Quadratmeter. Die CTS bot mehr als 92.000 Quadratmeter. Der gastronomische Bereich der OVG wurde mit rund 2500 Quadratmeter angegeben, bei der CTS sind es fast 4400 Quadratmeter. Die Platzanzahl liegt bei beiden auf gleichem Niveau. Einsparungen (Downsizing) sollte es u. a. bei der Technik geben. Die OVG plante dafür mit rund 7000 Quadratmeter, hingegen sind es bei der CTS Eventim ca. 20.000 Quadratmeter Fläche. Die OVG sah dafür mehr V.I.P.-Logen und Premium-Sitze vor, was dem Veranstalter größere Einnahmen bringen würde.

## Kritik
Das Projekt der Wien Holding Arena in Neu Marx ist Gegenstand anhaltender Kritik durch zivilgesellschaftliche Initiativen, politische Parteien sowie Teile der Öffentlichkeit. Zahlreiche Kritikpunkte beziehen sich auf die Planung, die Kostenentwicklung und die Auswirkungen auf die Umgebung.
Verzögerungen und Kostenentwicklung
Die ursprünglich für 2024 geplante Fertigstellung der Wien Holding Arena in Neu Marx wurde mehrfach verschoben. Aktuellen Informationen zufolge ist nun frühestens mit einer Eröffnung im Jahr 2030 zu rechnen. Diese Verzögerungen wurden unter anderem durch die Aufhebung der Zuschlagsentscheidung im Jahr 2023 durch das Verwaltungsgericht Wien verursacht, was Mängel im Vergabeprozess aufdeckte.
Im März 2025 beschloss der Wiener Gemeinderat die Finanzierung des Projekts mit einem Rahmen von rund 215 Millionen Euro, wovon etwa 155 Millionen Euro an CTS Eventim für Planung, Errichtung und Betrieb der Halle fließen sollen. Die restlichen Mittel sind für projektbezogene Aufwendungen der Wien Holding vorgesehen. Trotz dieser finanziellen Zusagen bleibt die Finanzierung umstritten, da Kritiker:innen die Verwendung öffentlicher Gelder für ein Privatunternehmen in Frage stellen.
Vergabe und Projektsteuerung
Zuletzt kritisierte die Wiener Volkspartei das Management des Projekts. Insbesondere die Aufhebung der Zuschlagsentscheidung im Jahr 2023 durch das Verwaltungsgericht Wien habe schwerwiegende Mängel im Vergabeprozess offengelegt. Vertreter der ÖVP fordern professionelleres Projektmanagement, eine zentrale Steuerungsstelle für Großprojekte sowie eine transparente Kontrolle der Kostenentwicklung. Sie sehen strukturelle Fehler, etwa die Vorvergabe des Architekturwettbewerbs ohne vorherige Betreiberentscheidung, als symptomatisch für das Vorgehen der Stadt.
Zwischennutzungen
Das betroffene Areal wird derzeit für vielfältige Projekte verwendet, darunter Sportanlagen wie ein Skatepark und ein Basketballplatz sowie gemeinschaftlich gepflegte Grünflächen. Diese Nutzungen gelten als integraler Bestandteil des nachbarschaftlichen Lebens vor Ort. Kritiker:innen argumentieren, dass durch die Realisierung der Halle ein niederschwelliger und nicht-kommerzieller Freiraum verloren geht.
Verkehr und Umwelt
Mit der geplanten Kapazität der Halle ist ein erheblicher Anstieg des Verkehrsaufkommens im Bezirk zu erwarten. Anrainer:innen und Umweltinitiativen äußern Bedenken hinsichtlich Lärm- und Emissionsbelastungen sowie fehlender Verkehrskonzepte. Zudem wird die geplante Versiegelung der Fläche kritisch gesehen, insbesondere im Hinblick auf stadtökologische Auswirkungen und den Verlust biodiverser Strukturen.
Neben infrastrukturellen Fragen wird auch die kulturelle Ausrichtung des Projekts hinterfragt. Kritische Stimmen befürchten eine Priorisierung kommerzieller Großveranstaltungen auf Kosten lokaler Kulturinitiativen.
Initiative „St. Marx für Alle“
Die zivilgesellschaftliche Initiative „St. Marx für Alle“ lehnt den Bau der Eventhalle ab und setzt sich für den Erhalt der derzeit unbebauten Freifläche ein. Diese werde seit über 10 Jahren als sozialer, kultureller und sportlicher Raum genutzt. Die Initiative kritisiert die aus ihrer Sicht mangelnde Bürger:innenbeteiligung sowie den drohenden Verlust eines wichtigen innerstädtischen Erholungsraums. Sie fordert eine partizipative Entwicklung des Areals, die gemeinwohlorientierte Nutzungen berücksichtigt.